# Örby, Marks kommun
Örby är en del av centralorten Kinna i Marks kommun, Västra Götalands län och kyrkbyn i Örby socken. Örby utgjorde före 1970 en egen tätort men är numera tillsammans med Skene sammanväxt med tätorten Kinna. Örby ligger några kilometer söder om centrala Kinna.

## Samhället
I Örby centrum finns Örby kyrka, en förskola och F-6-skola och en bit bort i en närbutik och en pizzeria.
Örby ligger vid Östra Öresjön och har i anknytning till sjön flera badplatser. I anknytning till Öresjön finns även en stor campinganläggning och en idrottshall, och den exklusiva konferensanläggningen två skyttlar.

## Fotboll
Samhällets fotbollslag, IFK Örby, har spelat flera säsonger på tredje högsta serienivå såväl för herrar och damer. Klubben spelar på Örby IP, en anläggning med såväl gräs- som konstgräsplaner.

### Befolkningsutveckling
| Befolkningsutvecklingen i Örby 1960–1965 | Befolkningsutvecklingen i Örby 1960–1965 | Befolkningsutvecklingen i Örby 1960–1965 | Befolkningsutvecklingen i Örby 1960–1965 | Befolkningsutvecklingen i Örby 1960–1965 |
| ---------------------------------------- | ---------------------------------------- | ---------------------------------------- | ---------------------------------------- | ---------------------------------------- |
|                                          |                                          |                                          |                                          |                                          |
| År                                       |                                          |                                          | Folkmängd                                |                                          |
| 1960                                     | 1960                                     |                                          | 745                                      |                                          |
| 1965                                     | 1965                                     |                                          | 865                                      |                                          |
| Anm.: Sammanväxt med Kinna 1970          |                                          |                                          |                                          |                                          |

## Kända personer med anknytning till Örby
- Simon Bank, journalist, sportkrönikör för tidningen Aftonbladet.
- Björn Borg, simmare.
- Jörgen Tholin, universitetsdirektör Göteborgs universitet.
- Stefan Jonsson, journalist, svensk författare, litteraturvetare och kritiker.
- Björn Levin Cykeltrialåkare med flera svenska och internationella framgångar.
- Thorsten Nordenfelt Berömd uppfinnare
- Saga Ludvigsson, finalist i Idol 2023.